# Ruda (powiat grajewski)
Ruda – wieś w Polsce położona w województwie podlaskim, w powiecie grajewskim, w gminie Grajewo. Leży na trasie linii kolejowej Ełk-Grajewo-Białystok.
Wieś królewska położona była w drugiej połowie XVI wieku w powiecie wąsoskim ziemi wiskiej województwa mazowieckiego. 
W lipcu i sierpniu 1944 wojsko niemieckie wysiedliło mieszkańców wsi. Wiele osób Niemcy wysłali na roboty przymusowe a wieś spalili. W wyniku pacyfikacji zginęło w obozach lub zostało zamordowanych w czasie akcji wysiedlania 7 osób.
Do 1954 roku miejscowość należała do gminy Ruda. W latach 1975–1998 miejscowość należała administracyjnie do województwa łomżyńskiego.
Przez miejscowość przebiega droga krajowa nr 65.
Wierni kościoła rzymskokatolickiego należą do parafii Matki Bożej Nieustającej Pomocy w Grajewie.